# Tecontla
Tecontla är en ort i Mexiko.   Den ligger i kommunen Tlanchinol och delstaten Hidalgo, i den sydöstra delen av landet, 190 km norr om huvudstaden Mexico City. Tecontla ligger 856 meter över havet och antalet invånare är 105.
Terrängen runt Tecontla är bergig åt sydväst, men åt nordost är den kuperad. Runt Tecontla är det ganska tätbefolkat, med 166 invånare per kvadratkilometer. Närmaste större samhälle är San Felipe Orizatlán, 17,0 km norr om Tecontla. Omgivningarna runt Tecontla är en mosaik av jordbruksmark och naturlig växtlighet.